# Dorfkirche Altwustrow

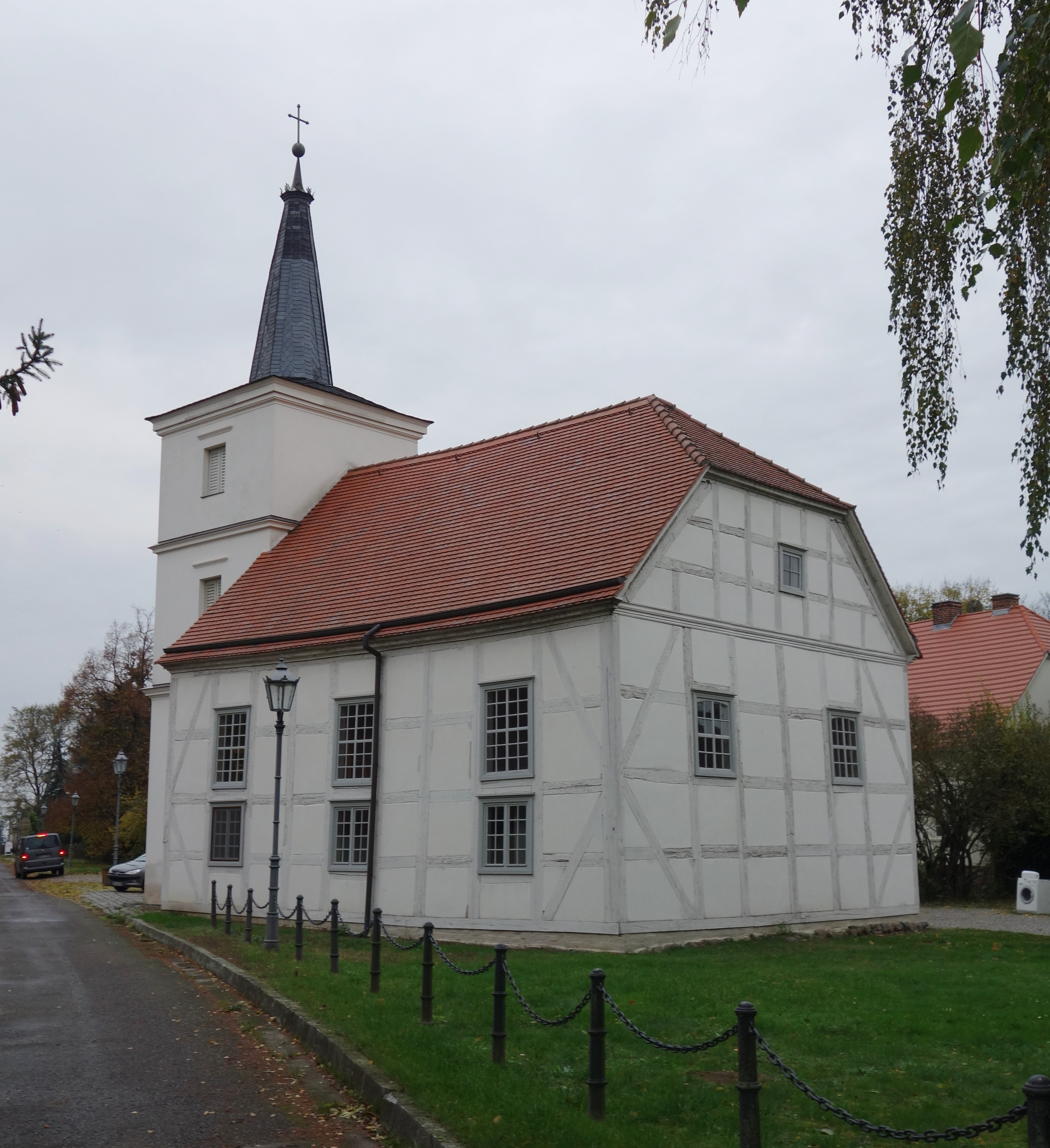
Südostansicht

Die Dorfkirche Altwustrow ist eine klassizistische Fachwerkkirche im Ortsteil Altwustrow der Gemeinde Oderaue im Landkreis Märkisch-Oderland des Landes Brandenburg. Sie gehört zum Kirchenkreis Oderland-Spree der Evangelischen Kirche Berlin-Brandenburg-schlesische Oberlausitz. Sie wird auch als Bauernkirche Altwustrow bezeichnet.
Sie wurde 1789 als turmlose Saalkirche mit Krüppelwalmdach auf einem Feldsteinfundament erbaut und am 18. Oktober 1789 eingeweiht. Der Förderkreis Alte Kirchen Berlin-Brandenburg bezeichnete das Bauwerk als „Schwarzbau“, da er entgegen einem Votum des Königlichen Konsistoriums von 13 Altwustrower Familien, Bauern und Fischer, ohne Genehmigung des Landesherren finanziert wurde.
Der Turm wurde 1832 errichtet. Zwischen 1910 und 1920 wurde die Fachwerkfassade erstmals verputzt. 1957 wurde der Putz mit Kalkzementmörtel erneuert. Ab 1968 erfolgte die erste größere Instandsetzung von Kirchen- und Turmdach. Diese Arbeiten zogen sich bis 1979. Im Zuge dieser Sanierungsarbeiten wurde 1974 eine Winterkirche unterhalb der Orgelempore mit alten Kirchenfenstern eingebaut. In den Jahren 2000 bis 2005 erfolgte eine weitere Außensanierung.
Der Innenraum der Kirche ist im Gegensatz zum schmucklosen Äußeren reichlich im Stil des Frühklassizismus ausgestattet. Der barocke Kanzelaltar, die Empore und das Gestühl stammen aus der Bauzeit. Der Taufengel stammt aus dem Jahr 1790. Die mit ornamentaler Malerei handbemalte Papierdecke von 1873 ist im norddeutschen Raum sehr selten. Eine Tafel hinter dem Altar weist auf die ungewöhnliche Baugeschichte hin. Dort steht geschrieben: „Gott zu Ehren hat eine christliche Gemeinde nehmlich Altwustrow Anno 1789 dieses Gotteshaus aus eigenen Mittel neu erbauet“. Auf der Empore steht seit 1845 eine Orgel von Ferdinand Dinse.
Die Kirche wurde 2001 mit Hilfe hydraulischer Pressen um 15 cm gehoben. Sie wurde bis zum Jahre 2007 restauriert, jedoch waren die Maßnahmen gegen aufsteigende Feuchtigkeit wohl nicht ausreichend. 2013 war die Kirche bereits wieder sanierungsbedürftig, da nach einer Sanierung der Dorfstraße sich aufstauendes Regenwasser nicht mehr ablaufen kann. In den Jahren 2021/2022 erfolgte daher eine erneute Sanierung, die mit einem Gottesdienst am 21. August 2022 abgeschlossen wurde.